# Wolfersweiler

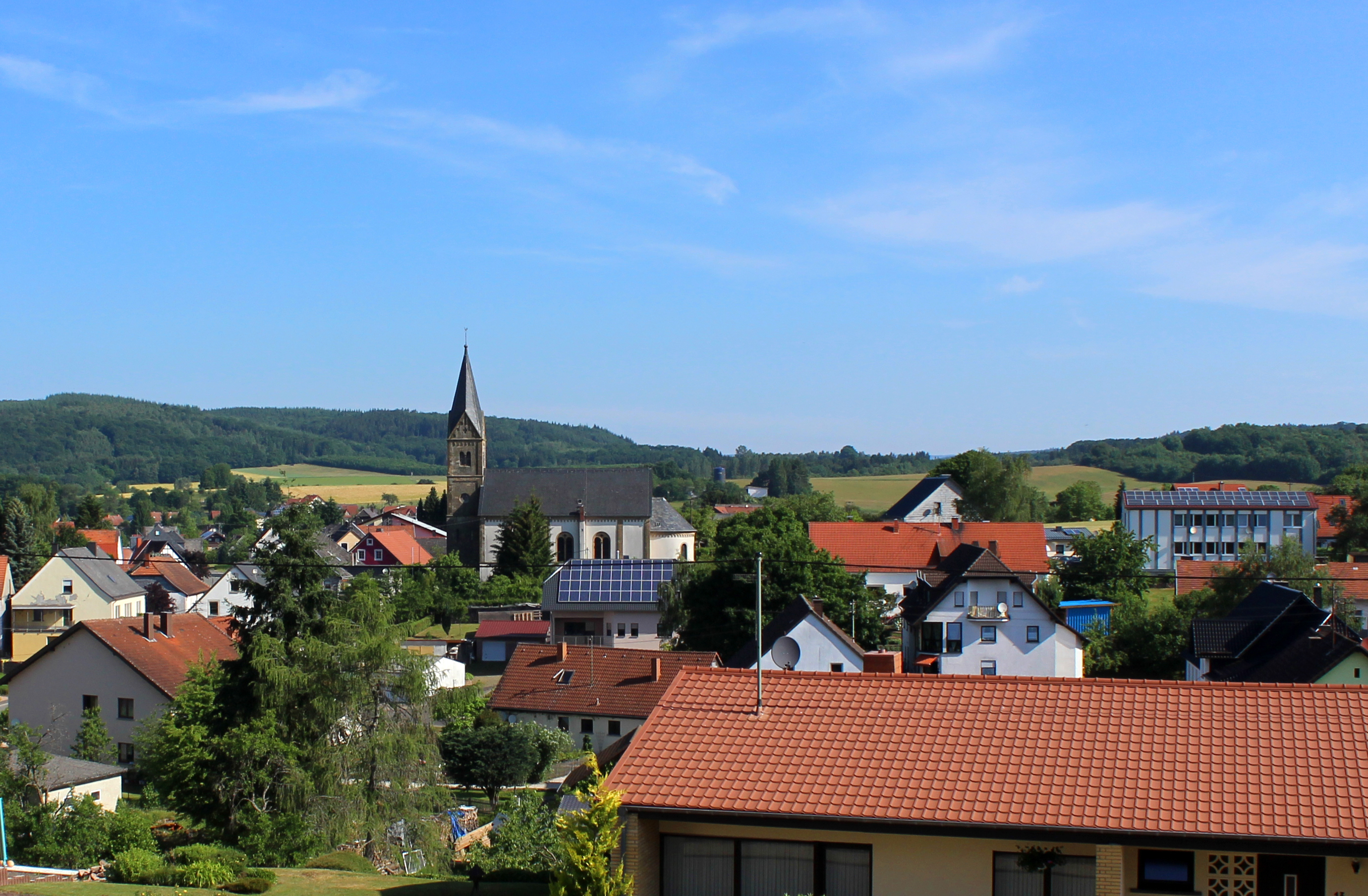
Blick aus südlicher Richtung von der evangelischen zur katholischen Kirche

Wolfersweiler ist ein Ortsteil der Gemeinde Nohfelden (Landkreis St. Wendel) im nordöstlichen Saarland.
Der Ort hat etwa 1100 Einwohner und liegt im Naturpark Saar-Hunsrück. Die B 41 führt durch den Ort,
ebenso der Freisbach (Nahe).

## Geschichte

### Vor- und Frühgeschichte
Ein Bild von Wolfersweiler vor der urkundlichen Ersterwähnung, also das Bild der Vor- und Frühgeschichte, sowie das des frühen Mittelalters, muss man sich durch die Archäologie beschaffen. In der Umgebung von Wolfersweiler sind Bodenfunde aus diesen Epochen nachgewiesen, als Beweis für eine Besiedlung des Wolfersweiler Banns vor der urkundlichen Ersterwähnung.
Die meisten Bodenfunde stammen aus der Vor- und Frühgeschichte, aus den Tumuli (Hügelgräbern), in denen man zahlreiche Schmuckstücke aus der Eisenzeit (genauer Hallstattzeit und Latènezeit) gefunden hat. In unmittelbarer Nähe zu den Tumuli ist ein Brunnen erhalten, der sogenannte Messerbrunnen, dessen Bereich wird in der Flurkarte als „Am Messerborn“ bezeichnet, was in der Flurnamen – Deutung wie folgt gedeutet wird: „Früherer Name Messeborn, Messe = Kirche oder Markt; grundsätzliche Deutung noch offen“,in einem anderen Teil des Buches wird aus dem lateinischen übersetzt und zwar aus lat. messis = die Ernte oder röm. Mansus = Hufe, auch lat. mansio = Hof, Haus daraus folgt, dass der „Messerborn“ ein Hofborn, Hofbrunnen war. Dieser Brunnen wurde zu Zeiten der Kelten bereits für rituelle Zwecke genutzt, dies vermutet man, da in unmittelbarer Nähe zu dem Brunnen Götterstatuen römischer und keltischer Gottheiten gefunden wurden, eine Gottesstatue des römischen Gottes Apollo und eine Gottesstatue der keltischen Sirona.
Um diesen Brunnen, der von den Römern zum Quellheiligtum ausgebaut wurde, spielte sich ein Großteil des Lebens ab. An einer Weggabelung in unmittelbarer Nähe sollen sich, so steht es in der Dorfgeschichte, Handwerker, Hufschmiede und Wirte angesiedelt haben. Heute weiß man, dass auf den Feldern an der Weggabelung keine Häuser gestanden haben. Dies ging aus einer geomagnetischen Untersuchung vom 23. Februar 2009 hervor. Gleichzeitig fand man in dem Waldstück links neben dem Brunnen eine Erhebung, die von einem Haus vergangener Epochen stammen könnte, da man auch größere behauene Steine dort fand.
Auf dem Wolfersweiler Bann gab es einen Ringwall auf dem Homerich. Ein Großteil der Ringwälle, die zum Teil zum Schutz, als Fliehburgen genutzt wurden, entstanden in der Zeit von 500–300 vor Christus (Latènezeit), auch der Wolfersweiler Ringwall kann in dieser Zeit entstanden sein. Es ist möglich, dass er keine Fliehburg, sondern eine Hochwarte war, die die römische Straße Birkenfeld – Sankt Wendel und die Burg Novallis überwachte.
Manche Flurnamen des Wolfersweiler Banns erinnern an eine vor- und frühgeschichtliche Besiedlung der Wolfersweiler Gemarkung, so zum Beispiel die Flur 29, die den Flurnamen „Auf Dem Allhopp“ trägt, was so viel bedeutet wie „alter Hof“. Dort soll eine römische Villa gestanden haben. Von ihr wurden Sandsteinquader mit Fragmenten nicht deutbarer lateinischer Inschriften in ein Bauernhaus eingemauert. Der Straßenname Zum Allhopp erinnert an diese römische Villa.

### Mittelalter
Die Burg Novallis (wahrscheinlich aus dem 10./11. Jahrhundert), von der nur wenige Bausteinreste, eine Zisterne und eine Auffahrt in Form einer Allee, erhalten sind, diente hauptsächlich zur Überwachung und Sicherung der vorrömischen Straße Birkenfeld – Sankt Wendel (wie der Ringwall auf dem Homerich). Die Burg war Brückenkopf des Großen Verduner Gutsbezirkes Wolfersweiler – Baumholder.
So ist die Erstnennung der Burg Novallis fest datiert, der damalige Erzbischof von Verdun, Lehnsherr und Eigentümer der Burg Novallis machte am 24. Juni 1066 rast auf der Burg, als er den neuen Erzbischof von Trier, der von Trierer Herren ermordet worden war, nach Verdun überführte.
Auch der Standort der Burg Novallis hat einen Flurnamen, der Hügel auf dem die Burg stand wird Schlossberg genannt. Auf diesem soll es einen Herrensitz, in diesem Fall den des Bistums Verdun gegeben haben.
Aus welchem Grund die Burg Novallis wüst fiel, ist unbekannt. Es gibt einige Sagen über die Burg Novallis. In einer heißt es, dass die sogenannten „Rübenritter“ nach dem Tod der Fränkischen Erbauer ihr Unwesen auf der Burg trieben und die Töchter der Franken von der Burg vertrieben. Die „Rübenritter“ besetzten die Burg und von dieser gingen sie ihrem „Räuber- und Diebeshandwerk“ nach. So kann man vermuten, dass die „Herren von Oberstein, Eberhard von Stein und Wirich von Daun“ die Raubritter waren, denn diese wollten ihre territorialen Herrschaftsgüter, auf Kosten der Verduner Güter in Wolfersweiler und Baumholder erweitern. Dies kann man jedoch nur vermuten, denn es gibt einige Indizien die dagegen sprechen, Eberhard Ritter von Stein soll auf Klagen des Erzbischofes von Verdun diesem die Höfe und Bänne Wolfersweilers und Baumholders zurückerstattet haben. Fakt ist nun, dass man nicht sagen kann, dass die Burg Novallis zu Wolfersweiler gehört hat, sondern vielmehr ihren eigenen Bann besaß, denn in der Regel gehört ein Dorf zu einer Burg und nicht eine Burg zu einem Dorf. Andererseits gibt es wiederum Indizien, die dafür sprechen, denn im Jahre 1251 soll Everhard vom Stein und sein Sohn an den Erzbischof von Verdun ihren angestellten Schaden im Wert von 200 Trierer Pfund zurückerstatten. Aufgrund dieser hohen Summe kann man vermuten, dass die Herren von Stein die Gründe waren, aus welchen die Burg wüst fiel. Sie zerstörten die Burg und nutzten die beschlagenen Steine zum Bau der Burg Navelden. Die Burg wurde am 30. Dezember 1285 fertiggestellt. Diese neuerbaute Burg Navelden war die Burg von Ritter Wilhelm Bossel vom Steine.

### Entstehung des Dorfes
Das Dorf Wolfersweiler ist wahrscheinlich aus einer fränkischen Siedlung hervorgegangen, denn Dorfnamen mit den Endungen -ingen, -heim, -dorf und -weiler entstanden zwischen dem 5. und 8. Jahrhundert. Ein Beweis dafür, dass Wolfersweiler in dieser Zeit entstanden ist, ist eine Kirchenglocke, die in den Zeiten des Nationalsozialismus eingeschmolzen wurde. Diese Kirchenglocke soll von Karl dem Großen gestiftet worden sein, also zwischen 768 und 814. Die Glocke sollte genutzt werden um die Christen zum Gottesdienst zusammenzurufen. Damit kann man auch sagen, dass das Bistum Verdun spätestens im 7. Jahrhundert die kirchliche Oberaufsicht in Wolfersweiler hatte, was im 12. Jahrhundert in den Verduner Lehen bestätigt wurde, in welchen steht, dass Wolfersweiler und die umliegenden Dörfer in der Hand des Grafen von Veldenz waren.
Eigentümer und Lehnsherr war bis zum Jahr 1327 der Erzbischof von Verdun, die Kirche des Pfarrbezirks Wolfersweiler war als Lehen des Bistums Verdun in den Händen der Grafen von Homburg, die Grundherrschaft in den Händen der Grafen von Veldenz. Im Jahr 1327 wurden gegen Zahlung einer jährlichen Abgabe sämtliche Gefälle mit aller Gerichtsbarkeit und Zubehör an den Grafen von Veldenz übertragen, der Verduner Erzbischof war nur noch formell Eigentümer Wolfersweilers. Wolfersweiler blieb bis 1444 in den Händen des Grafen von Veldenz als Graf Friedrich III starb, erhielt sein Schwiegersohn Stephan die Grafschaft, außerdem gelangte er durch Erbteilung an „Gebiete um Zweibrücken, auf dem Hunsrück, in der Vorderpfalz und im Elsass“. So entstand das Herzogtum Zweibrücken, das bis zur französischen Revolution Bestand hatte, zu diesem Herzogtum gehörte auch das Gebiet Wolfersweilers.

### Gerichtsbarkeit und Zunftwesen
Das Landgericht als Höchste Instanz, hatten immer die Grafen von Veldenz, später die Pfalzgrafen inne. Die niedere Gerichtsbarkeit war weitgehend unter den Territorialherren aufgeteilt, es unterscheiden sich die Niedere von der Hohen Gerichtsbarkeit, der Graf war für die Hohe der Schultheiß für die Niedere Gerichtsbarkeit zuständig. Schöffen waren Urteilsfinder das Niedergericht besaß sieben, das Hochgericht besaß 14. Aufgrund der Aufzeichnungen der Gerichtsbarkeit Wolfersweilers, in welchen geschrieben ist, dass diese 14 Schöffen besaß, kann man schließen, dass in Wolfersweiler ein Hochgericht seinen Sitz hatte. Die Gerichtsbarkeit Wolfersweilers wurde erstmals in einer Lehensurkunde des Bischofes von Verdun an den Grafen von Veldenz am 23. August 1235 bestätigt. Die Schultheißerei war dem Oberamt Lichtenberg unterstellt und gehörte zum 1480 gegründeten Amt Nohfelden. Wolfersweiler war Zentrum einer großen Pfarrei und einer Schultheißerei mit dem Sitz fünf verschiedener Handwerkszünfte, der Bau- und Hammerzunft, der Bäcker-, Metzger- und Küferzunft, der Müllerzunft, der Schuhmacher- und Rotgerberzunft und der Schneider-, Leinen und Wollenweberzunft. Im Jahr 1731 wird durch das Reichsgesetz gefordert, dass alle wandernden Handwerker Reisepapiere oder Arbeitszeugnisse besitzen müssen, dieses Gesetz veranlasste auch die kleinen Zünfte im ländlichen Raum sich ein Siegel anfertigen zu lassen.

### Die Pfarrei
Die Entwicklung der zuvor genannten „großen Pfarrei“, war bereits im 9. Jahrhundert abgeschlossen, mit der Grenzziehung zwischen den Diözesen Mainz und Trier. Man kann davon ausgehen, dass die Wolfersweiler Pfarrei spätestens im 8. Jahrhundert entstanden ist, aufgrund der von Karl dem Großen (768–814) gespendeten Kirchenglocke. Wolfersweiler war eine der drei großen Flächenpfarreien, die im Tholeyer Taufbezirk entstanden sind. Die Wolfersweiler Pfarrei war für den Norden des Gebietes zuständig. Allein das Wolfersweiler Kirchspiel beinhaltete im Jahr 1580 sechzehn Dörfer die ihre Abgaben/Zehnten dem Kloster Wörschweiler leisten mussten. Für einige Bewohner Wolfersweilers kam es mit dieser Regelung des Zehntrechtes sicherlich zu Problemen in ihrer eigenen Versorgung, zumal die Bewohner durch das Feudalwesen zusätzlich Abgaben an ihre Lehnsherren leisten mussten, was in Europa teilweise zu Hungersnöten und Verarmung führte.

### Reformation
Unter Herzog Ludwig II gelangte das Zeitalter der Reformation nach Wolfersweiler, als dieser den Prediger Johannes Schwebel an seinen Hof aufnahm. Schon lange bevor im Speyerer Reichstag 1526 beschlossen wurde, die evangelische Form des Gottesdienstes zu gestatten, wurde diese Form des Gottesdienstes bereits in Wolfersweiler gehalten. Änderungen waren, „...dass beim Abendmahl sowohl Brot als auch Wein an die Kommunikaten ausgeteilt, die Messe in deutscher Sprache gehalten wurde und ... die Pfarrer heirateten“.
Auf Geheiß von Pfalzgraf Ruprecht, der bis 1543 die Vormundschaft und Regierung übernahm, bis der Sohn des verstorbenen Herzogs Ludwig II volljährig war, entwarf der zuvor genannte Prediger Schwebel eine erste Kirchenordnung, in welcher das kirchliche Leben mit 12 Artikeln geregelt war. Diese Regeln galt es zu festigen, aus diesem Grund wurden regelmäßig Visitationen durchgeführt. Im Jahr 1555 fand in Augsburg der Religionsfriede statt, das heißt, die verschiedenen Grafschaften, Herzogtümer, ... durften frei entscheiden welcher Konfession sie angehören wollten, so wurde das Gebiet Pfalz – Zweibrücken, unter Herzog Wolfgang, der im Jahr 1557 eine neue Kirchenordnung erließ, lutherisch, diese Form des Gottesdienstes wurde in den Pfarreien verbindlich und wurde auch durch Visitationen überprüft.

### Der Dreißigjährige Krieg
Das Herzogtum Pfalz-Zweibrücken bekannte sich 1608 zur „politischen Union protestantischer Reichsstände“, die Katholiken besaßen einen Gegenbund, die Liga. Den „Dreißigjährigen Krieg“ kann man in zwei Teile gliedern, den Religionskrieg zwischen der katholischen Liga und der evangelischen Union und den europäischen Krieg auf deutschem Boden. Der Krieg brach im Jahr 1618, aufgrund des „Prager Fenstersturzes“ und wurde 1648 als in Münster und in Osnabrück der westfälische Frieden geschlossen wurde beendet.
Als 1635 Frankreich in den Krieg eintrat, um eine Umklammerung seiner Gebiete durch die Habsburger zu verhindern, hatte dies für unsere Umgebung schwerwiegende Folgen. Die Franzosen stießen vor bis nach Mainz, konnten ihre Stellung jedoch nicht halten und mussten sich zurückziehen
„... über Kreuznach, Sobernheim, Birkenfeld und Wallerfangen an die Saar. Diese Feldzüge brachten dann das ganze Elend des Dreißigjährigen Krieges mit den marodierenden und plündernden Söldnerbanden über unser Gebiet“.
Nach dem Krieg blieben von 154 Haushalten noch 33 übrig. So wurden auch in dem Gebiet der Wolfersweiler Pfarrei, wie in zahlreichen anderen Städten des Landes, Siedlungen auf Kosten des „Dreißigjährigen Krieges“ ausgelöscht und zu sogenannten Wüstungen.
Wolfersweiler konnte sich nach dem Dreißigjährigen Krieg aufgrund folgender Kriege nicht erholen. So wurden Schutztruppen gebildet, die eigentlich die Bevölkerung vor Plünderern schützen sollten, sich aber in vielen Fällen mit diesen zusammenschlossen. Diese Zeiten hatten verheerende Folgen für das Wolfersweiler Kirchspiel, die einst so große Pfarrei wurde zu einer der Ärmsten Pfarrstellen. Als das Pfalz – Zweibrücker Herzogtum 1681 in die Hände der Schwedenkönige kam und diese lutherisch waren, förderten sie die Ansiedlung von lutherischen Einwohnern. Unser Land konnte sich aber nicht lange erholen, denn zwischen dem 17. und 18. Jahrhundert gab es weitere Kriege, geführt von König Ludwig XIV, dem sogenannten Sonnenkönig, der seine Vorherrschaft in Europa sichern wollte und somit unseren Landstrich in Mitleidenschaft zog. Als der Sonnenkönig 1697 im Frieden von Rijswijk die deutschen Ländereien wieder herausgeben musste, fand unser Gebiet immer noch keinen Frieden, erst nach dem spanischen Erbfolgekrieg und dem Frieden von Utrecht 1715, konnten Neuansiedler geworben werden, welchen man große finanzielle Erleichterung und die Religionsfreiheit versprochen hat.

### Die Französische Revolution
Mit der Französischen Revolution 1789 kamen wieder Heere mit ihren Kriegslasten, Plünderungen und Schändungen in unsere Heimat, erst der Friede von Campo Formio vom Oktober 1797 brachte wieder Frieden in unsere Heimat. Da sich das Französische Reich bis zum Linken Rheinufer ausgebreitet hatte,
„... wurden vier neue Departements geschaffen. Unser Gebiet kam zum Département de la Sarre. Diese Departements waren wiederum in Arrondisments, diese in Kantone eingeteilt und die kleineren Ortschaften zu einer Mairie zusammengeschlossen.“
Wolfersweiler gehörte zum Kanton Baumholder. Durch diese Einteilung wurden die verschiedenen Orte der Pfarrei Wolfersweiler sowie des Hochgerichtes politisch auseinandergerissen. Diese Zerrissenheit dauerte bis zum Wiener Kongress, denn da wurde Europa nach dem Fall Napoleons reorganisiert. Auf dem Wiener Kongress kam Wolfersweiler in die Hände des Großherzogs von Oldenburg, da Preußen verpflichtet war,
„... ein Gebiet mit 20 000 Seelen dem Großherzog von Oldenburg, als Entschädigung von Kriegslasten zu überlassen.“
Dieses Gebiet, das der Großherzog erhielt, welches von Bundenbach im Norden bis Hirstein im Süden reichte, nannte er Fürstentum Birkenfeld.
Ende der 1820er Jahre und zwischen 1840 und 1860 kam es zu Missernten und Hungersnöten, welche der Anlass für viele Menschen waren auszuwandern und in Amerika ihr Glück zu suchen. Alleine aus Wolfersweiler wanderten zwischen 1733 und 1890 ungefähr 120 Familien aus.

### Erster und Zweiter Weltkrieg
Nach dem Ersten Weltkrieg, in dem 27 Männer aus Wolfersweiler gefallen sind, verzichtete der oldenburgische Großherzog Friedrich August auf den Thron. Das Fürstentum Birkenfeld wurde nun Landesteil Birkenfeld des Freistaates Oldenburg.
Im Juli 1938 wurde in Wolfersweiler als Teil der Luftverteidigungszone West eine Bunkeranlage für die Flugabwehr errichtet. Die Baupläne waren streng geheim, die Bewohner Wolfersweilers durften sich nicht in der Nähe der Baustellen aufhalten, wenn sie keine Aufenthaltsgenehmigung hatten. Als die Bunker im Sommer 1939 fertiggestellt wurden, zog im November desselben Jahres schon die Wehrmacht ein. Die Wehrmacht nutzte die Bunker zu Manöverzwecken, um sich auf den Frankreich-Feldzug vorzubereiten.

### Neueste Zeit
Am 1. Januar 1974 wurde Wolfersweiler in die Gemeinde Nohfelden eingegliedert.
Im Jahre 2006 beging Wolfersweiler sein 850-jähriges Jubiläum. Dies wurde mit einem großen, dreitägigen Fest – dessen Höhepunkt ein 80 Gruppen umfassender Umzug war – begangen.
Zu den Höhepunkten zählt die alljährliche Laurentius-Kirmes. Dieses Volksfest zu Ehren des Schutzheiligen wird in jedem Jahr am zweiten Augustwochenende begangen. Mit dem großen Zelt und dem Festplatz an der Römerstraße werden jedes Jahr einige Tausend Besucher angelockt. Die Laurentiuskirmes gilt als eines der größten Volksfeste im nördlichen Saarland und angrenzenden Rheinland-Pfalz.

## Politik
Derzeitiger Ortsvorsteher ist Sebastian Reitenbach (CDU).

## Markt-, und Feiertage
In Wolfersweiler wurden zu alter Zeit (mindestens bis zum Jahr 1840) jährlich fünf wichtige Vieh-, und Krämermärkte abgehalten, wobei auch aus ferneren Gegenden Käufer und Verkäufer anreisten, was auch dem Umstand geschuldet war, dass Freisen früher für seine gute Viehzucht für die französischen Händler von Interesse war. Zwischen Nohfelden und Wolfersweiler fand früher am zehnten August zwischen Nohfelden und Wolfersweiler der sogenannte Lorenzmarkt statt.

## Sehenswürdigkeiten

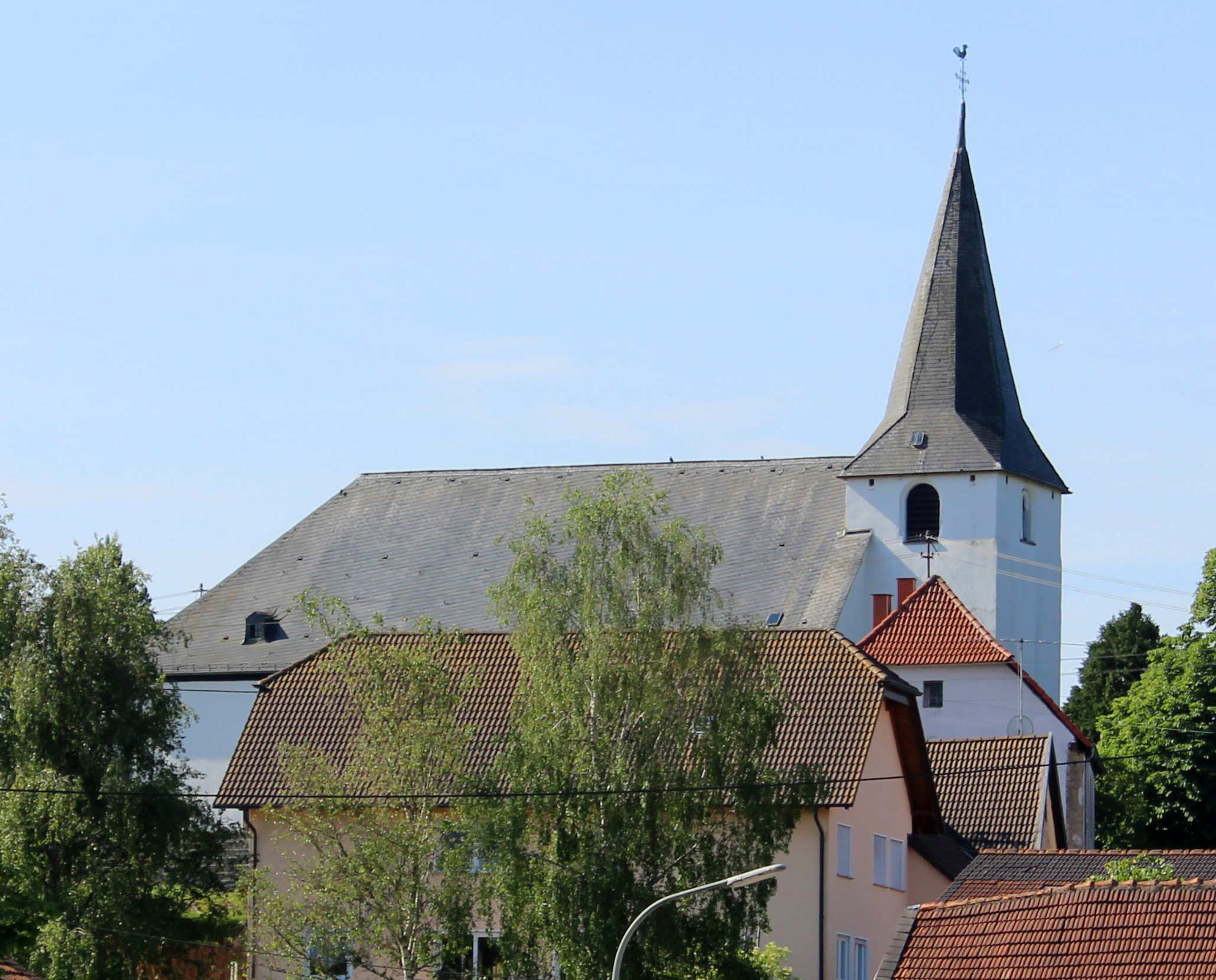
Evangelische Kirche
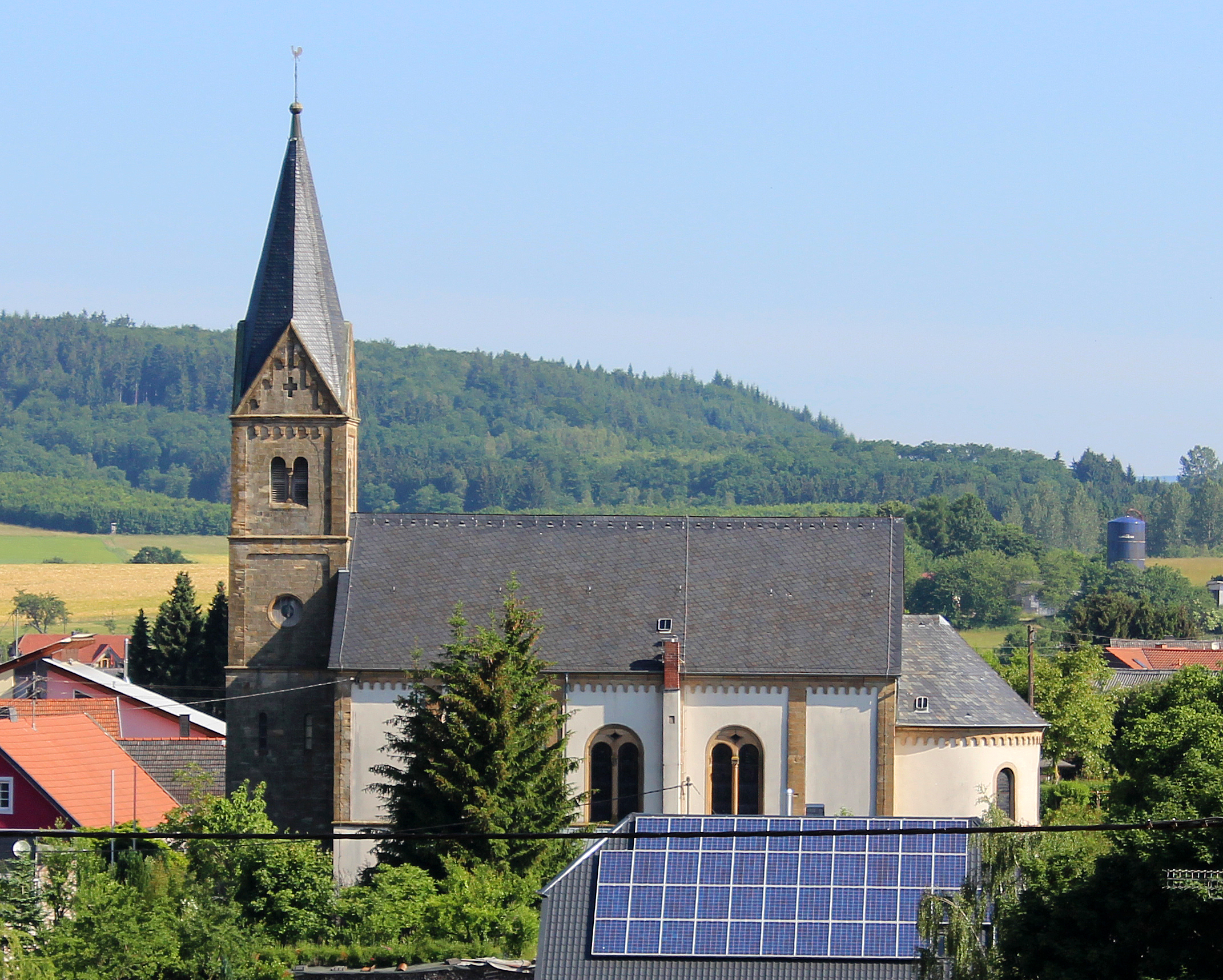
Katholische Kirche

- Evangelische Kirche, erbaut von 1786 bis 1788 nach dem Plan von Friedrich Gerhard Wahl, spätgotischer Turm (datiert im Gebälk 1586), mit Historischer Stumm-Orgel von 1834, 1826 umgegossene Glocke, laut Inschrift angeblich eine Stiftung Karls des Großen
- Katholische Kirche St. Laurentius, erbaut 1867/68 im neoromanischen Stil.

## Verkehr
Der Bahnhof Wolfersweiler lag an der Bahnstrecke Türkismühle–Kusel. Der Personenverkehr Türkismühle – Freisen wurde am 1. Juni 1969 eingestellt.